# Roger Huppermans
Roger Huppermans (Moresnet, 13 januari 1962) is een Belgisch politicus van Ecolo.

## Levensloop
Huppermans werd beroepshalve boekhouder en vervolgens textielverkoper.
In 1982 werd hij lid van Ecolo. Voor deze partij was hij van januari tot december 2012 provincieraadslid van Luik en hierdoor eveneens raadgevend lid van het Parlement van de Duitstalige Gemeenschap.